# Synegia plumbea
Synegia plumbea là một loài bướm đêm trong họ Geometridae.